# Jean Coutel
Pour les articles homonymes, voir Coutel.
Jean Coutel, Seigneur d'Ardanne, est né à Saint-Flour en Auvergne au début du XVIe siècle, et mort en mars 1557.

## Biographie
Conseiller au Grand-Conseil sous François Ier le 30 septembre 1533, Maître des Requêtes en juillet 1540, Président au Grand-Conseil le 11 juin 1544.
Il fut commis pour l'instruction du procès criminel fait à Philippe Chabot, Amiral de France. 
Il épousa :
- le 22 juin 1525, Lucrèce Bruger, fille d'Antoine Bruger et de Lombarde Baullet par contrat passé à Montferrand en Auvergne.
- le 4 juin 1532, Madeleine d'Albiac, fille de Michel d'Albiac, Seigneur de la Combaude et d'Eve Drollon.

De sa première femme, il eut Lombarde, mariée à Jean Texier, Conseiller au Parlement de Paris et Président aux Enquêtes ;
De sa seconde femme, Antoine Coutel, Seigneur d'Ardenne et Conseiller au Parlement de Paris, mort en 1587.

### Biographie
- François-Alexandre Aubert de La Chesnaye Des Bois, « Jean Coutel », dans Dictionnaire de la noblesse, t. 6, Paris, Chez Schlesinger frères libraires-éditeurs, 1865, 3e éd. (lire en ligne), col. 408
- Georges Bonnefoy, « Coutel (Jean) », dans Histoire de l'administration civile dans la province d'Auvergne et le département du Puy-de-Dôme : depuis les temps les plus reculés jusqu'à nos jours, suivie d'une revue biographique illustrée des membres de l'état politique moderne (députés et sénateurs), t. 1, Paris, Émile Lechevalier, 1895 (lire en ligne), p. 23